# Metanomeuta fulvicrinis
Metanomeuta fulvicrinis is een vlinder uit de familie van de stippelmotten (Yponomeutidae). De wetenschappelijke naam van de soort werd in 1935 gepubliceerd door Edward Meyrick.